# Let It Snow (ER)
Let It Snow is de negende aflevering van het vijftiende seizoen van de televisieserie ER, die voor het eerst werd uitgezonden op 4 december 2008.

## Verhaal
Er woedt een sneeuwstorm over Chicago en dit zorgt ervoor dat dr. Banfield en dr. Morris vast komen te zitten op een vliegveld. Zij kunnen nergens een hotelkamer krijgen en zijn nu verplicht te blijven op het vliegveld met andere gestrande reizigers. Dankzij alcohol wordt het toch gezellig en uiteindelijk lukt het hen om een hotelkamer te krijgen, zij moeten nu wel samen in één bed slapen. 
Dr. Gates moet toezicht houden op Sarah en Alex, hij zwicht voor hun smeekbeden om naar een feest in de buurt te mogen. Zonder medeweten van dr. Gates rijdt Alex samen met Sarah na het feest in een auto van een vriend, dit loopt uit op een zwaar ongeluk waarbij Alex levensgevaarlijk gewond raakt. Als Alex aankomt op de SEH draait Taggart emotioneel helemaal door en geeft dr. Gates de schuld van het ongeluk. 
Dr. Rasgotra moet voorkomen voor het medisch tuchtcollege voor het overlijden van een patiënte van haar. Dit gebeurde door het toedoen van haar student, maar aangezien zij de mentor is van hem is zij verantwoordelijk. 

## Rolverdeling

### Hoofdrollen
- Parminder Nagra - Dr. Neela Rasgrota
- John Stamos - Dr. Tony Gates
- Scott Grimes - Dr. Archie Morris
- David Lyons - Dr. Simon Brenner
- Angela Bassett - Dr. Cate Banfield
- Gil McKinney - Dr. Paul Grady
- Victor Rasuk - Dr. Ryan Sanchez
- Bresha Webb - Dr. Laverne St. John
- Julian Morris - Dr. Andrew Wade
- Linda Cardellini - verpleegster Samantha Taggart
- Dominic Janes - Alex Taggart
- Yvette Freeman - verpleegster Haleh Adams
- Nasim Pedrad - verpleegster Suri
- Angel Laketa Moore - verpleegster Dawn Archer
- Brian Lester - ambulancemedewerker Brian Dumar
- Chloe Greenfield - Sarah Riley
- Troy Evans - Frank Martin
- Sam Jones III - Chaz Pratt

### Gastrollen (selectie)
- Amanda Aday - zwangere serveerster
- Andrew Astor - Tyler
- August Emerson - Jett
- Kamel Haddad - Watnick
- David Huynh - Leo
- Windell Middlebrooks - Arnie